# Caesars Superdome
El Caesars Superdome, conegut anteriorment com a Superdome de Louisiana i Mercedes-Benz Superdome, és una instal·lació esportiva i d'exhibició situada en el districte central de negocis de Nova Orleans, Louisiana, Estats Units.

## Història
L'estadi es va inaugurar el 1975 en terrenys que pertanyien al Girod Street Cemetery, el qual va ser demolit per a la construcció d'aquesta instal·lació esportiva.
És l'estadi que ha tingut més edicions de la Super Bowl de l'NFL amb set: 1978, 1981, 1986, 1990, 1997, 2002 i 2013. És la seu de l'equip dels New Orleans Saints de la National Football League des de 1975. Va ser la seu original dels New Orleans Jazz de la National Basketball Association entre 1975 i 1979. L'equip de futbol americà universitari Tulane Green Wave va jugar en aquest estadi entre 1975 i 2013.
D'altra banda, el Superdome alberga la Sugar Bowl de futbol americà universitari des de 1975, i el BCS National Championship Game es va jugar en aquest estadi el 2008 i el 2012.
El Campionat de la Divisió I de Bàsquet Masculí de l'NCAA s'ha jugat aquí en cinc edicions: 1982, 1987, 1993, 2003 i 2012.
El 1978 Muhammad Ali va obtenir la seva última victòria de boxa davant de Leon Spinks. El 1980 es va realitzar el segon combat entre Sugar Ray Leonard i Roberto Durán. El 1983 es van enfrontar Wilfred Benítez i Thomas Hearns.
L'espectacle de lluita lliure professional WrestleMania XXX de la WWE es va realitzar en aquest estadi el 2014.
El Superdome va resultar severament afectat per l'Huracà Katrina de 2005. Malgrat això va servir com a refugi per a milers de persones, després de la tragèdia ocorreguda per un dels pitjors esdeveniments meteorològics de la història dels Estats Units. L'estadi va ser restaurat i es va inaugurar de nou el 2006.

## Galeria d'imatges

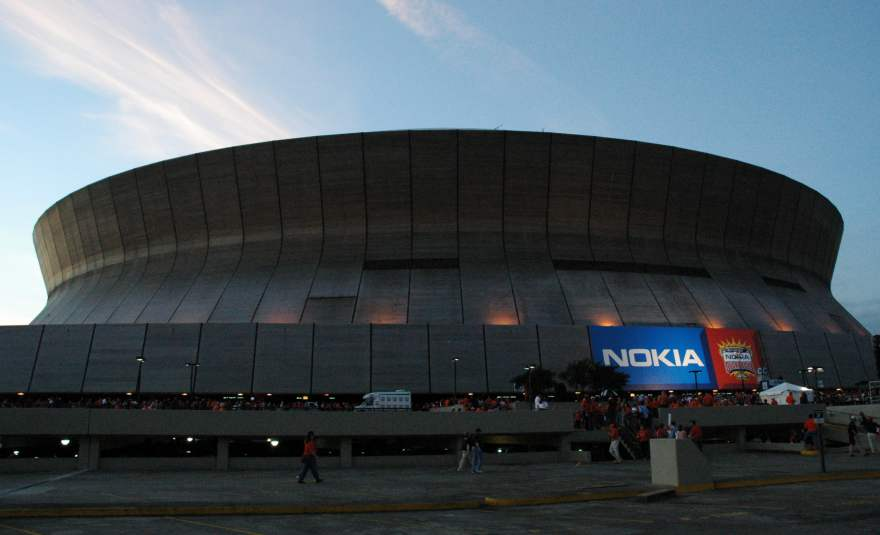
Superdome (gener de 2005)
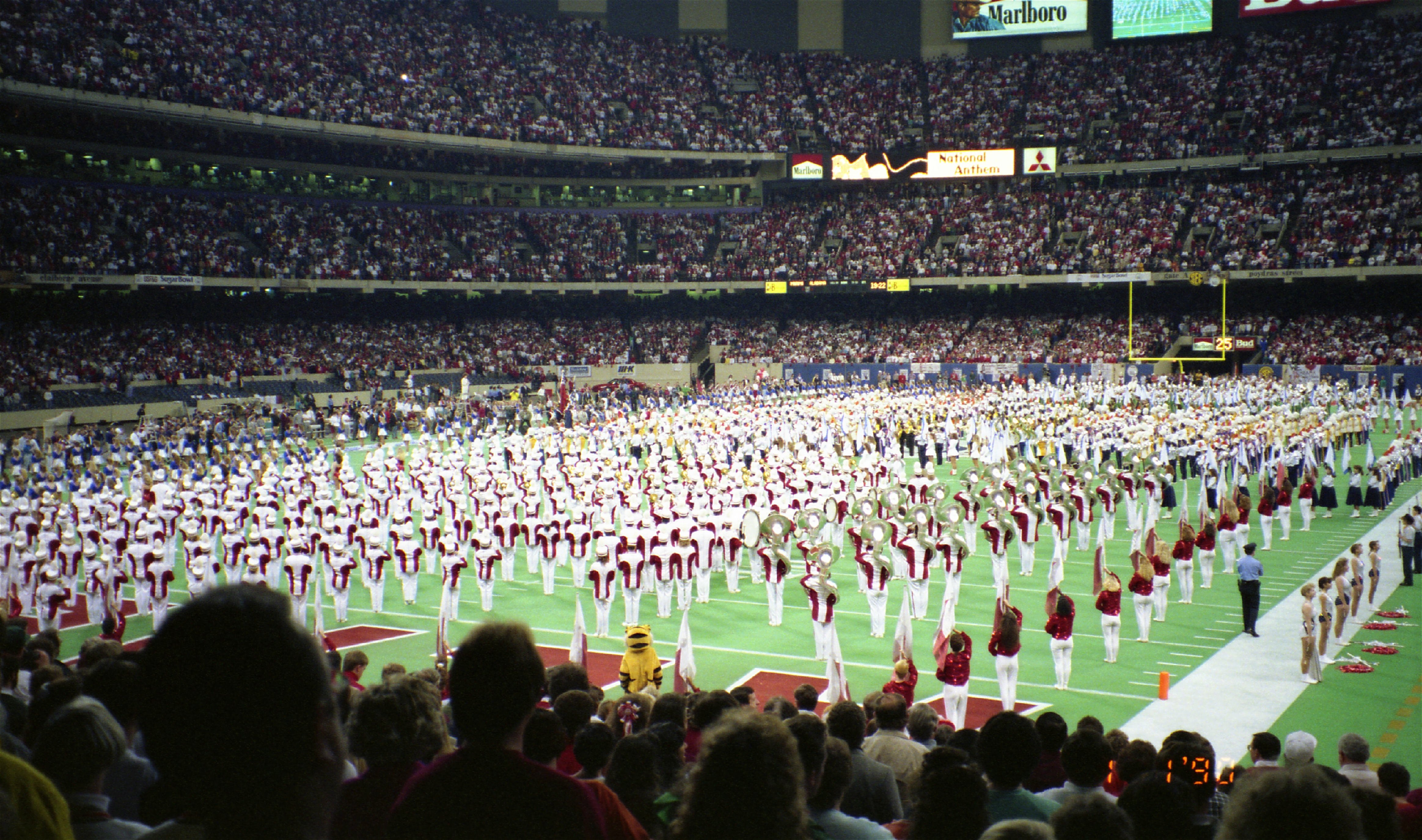
Vista interior (Sugar Bowl '90)
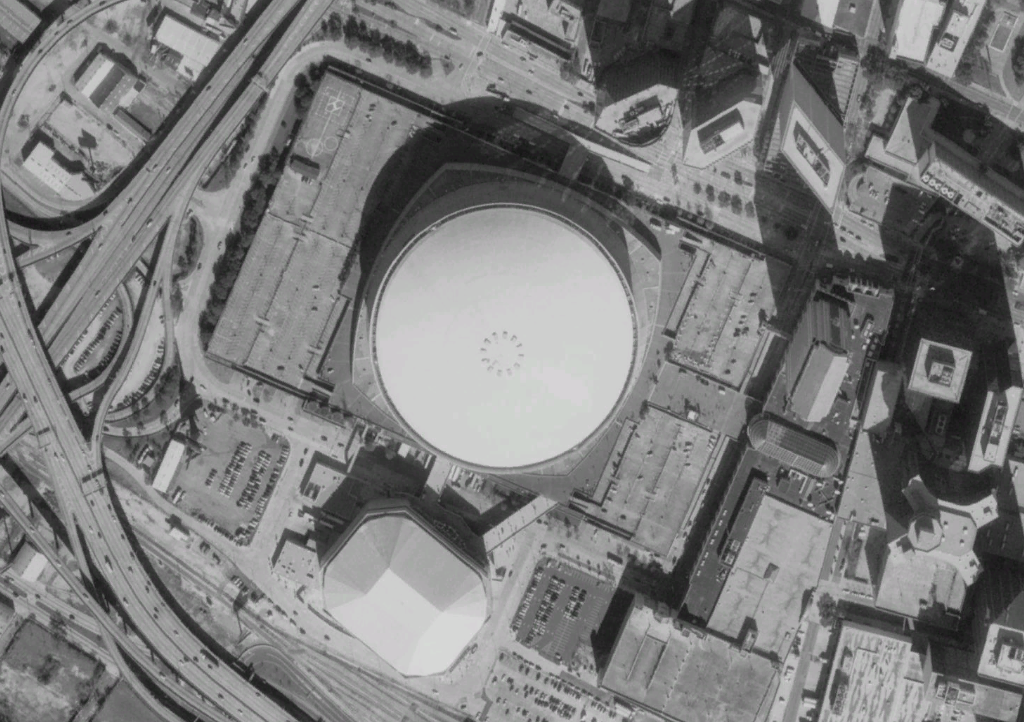
Imatge de satèl·lit
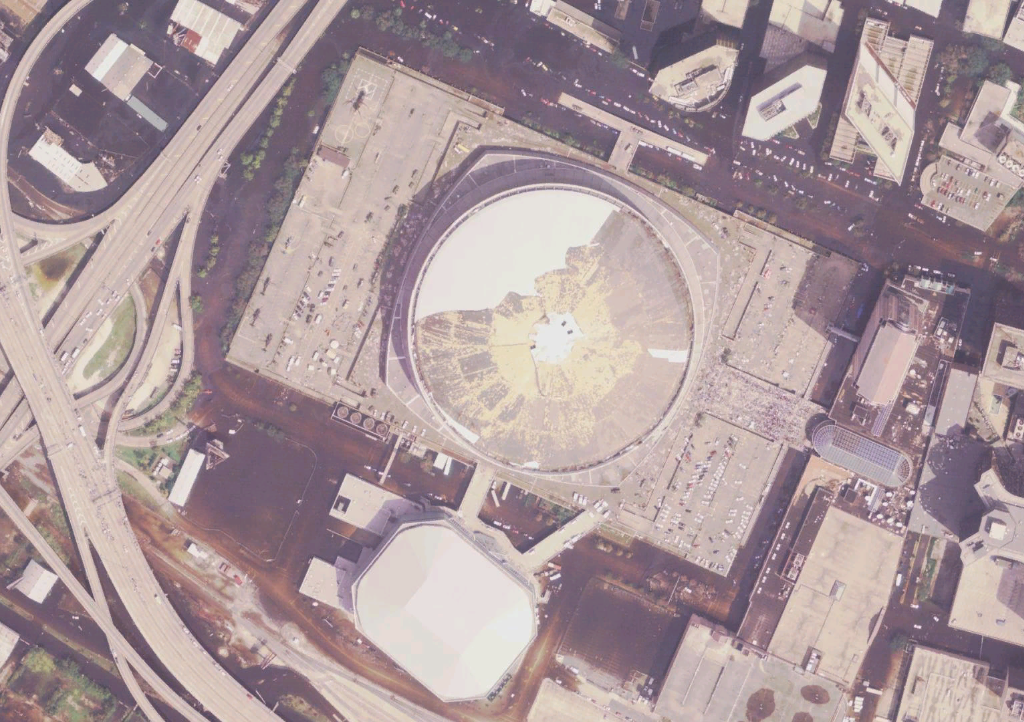
Imatge de satèl·lit després del pas de l'huracà Katrina
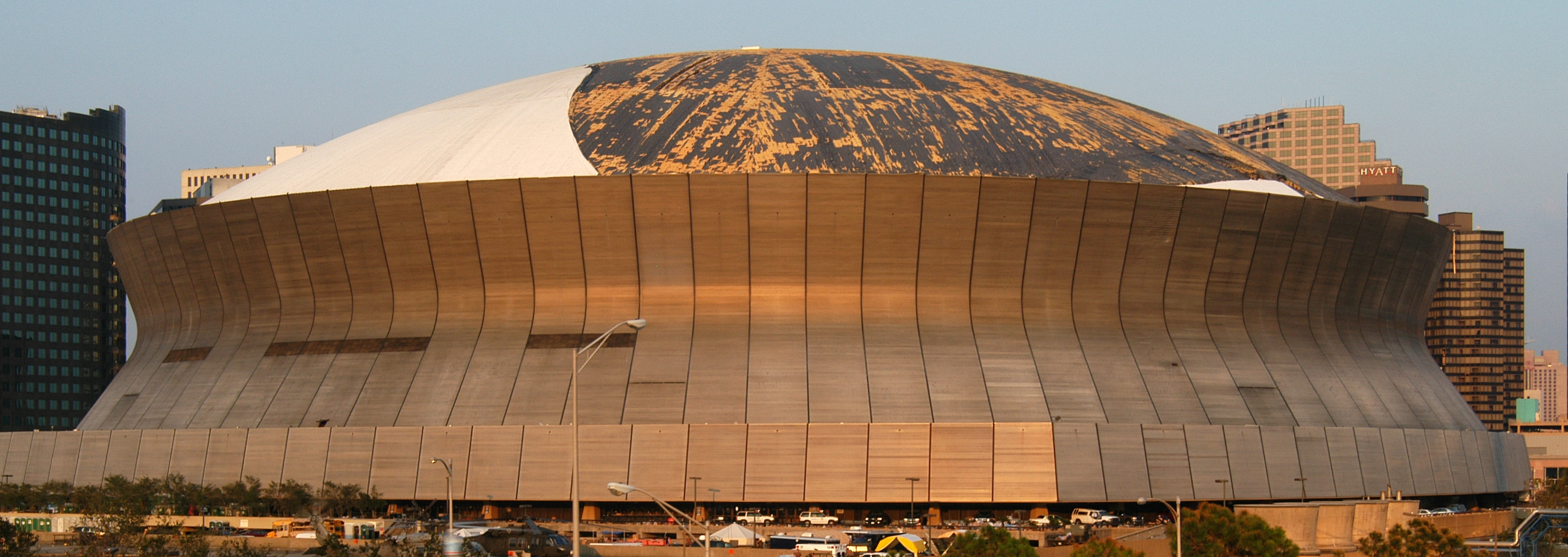
Tot il·luminat
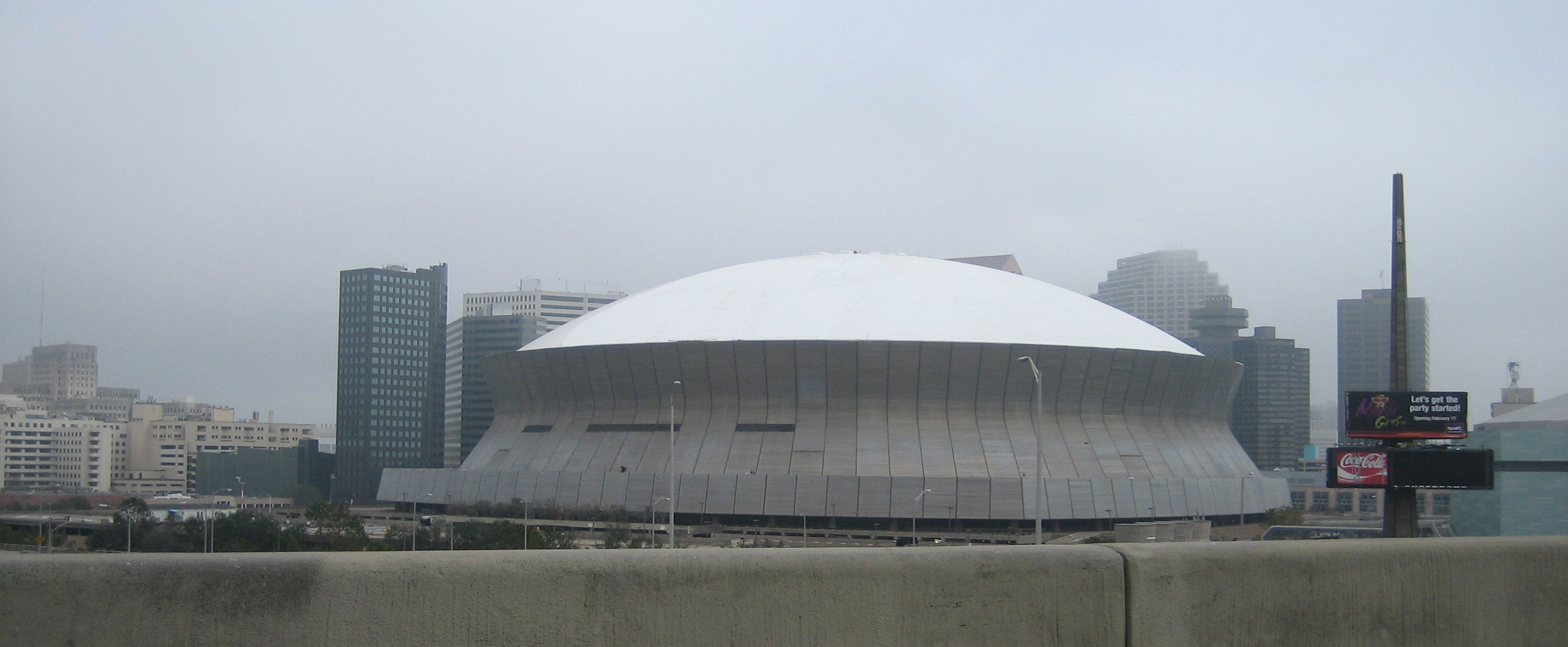
Estadi renovat (gener de 2006)
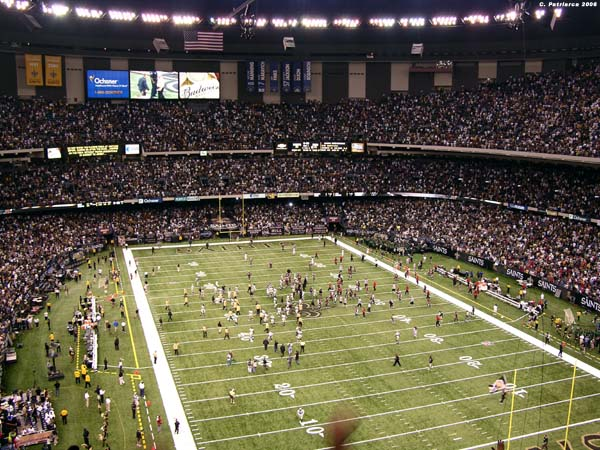
Partit dels New Orleans Saints (octubre de 2006)
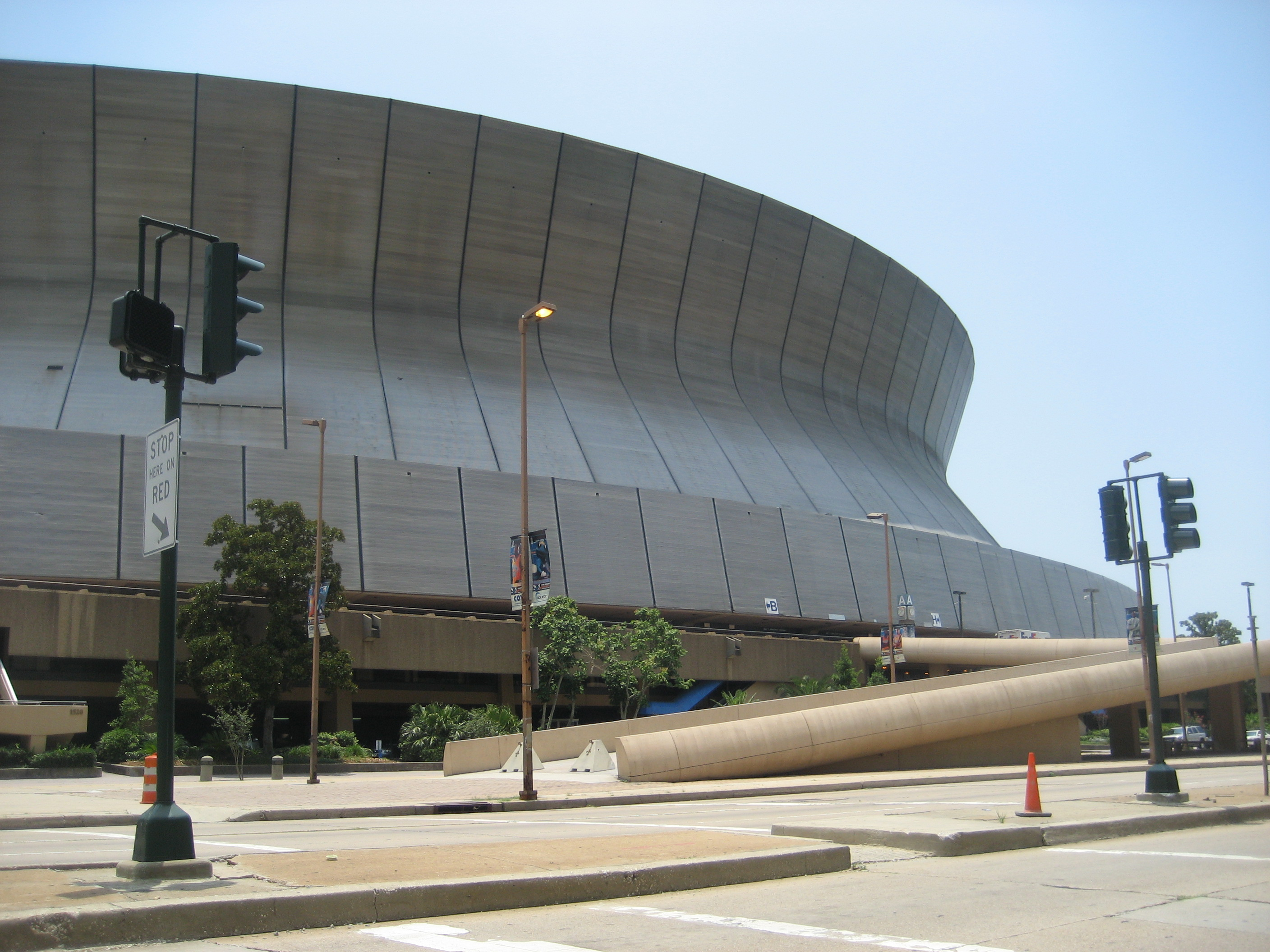
Juny de 2008
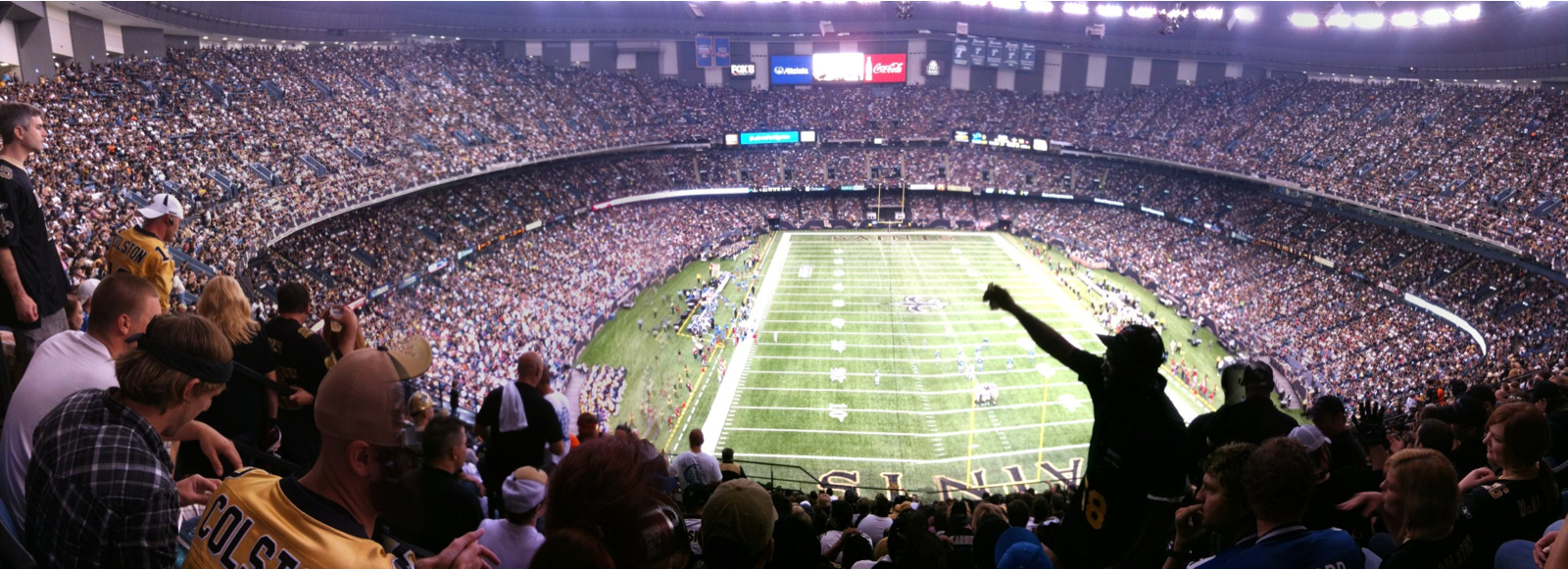
Panorama interior (2009)
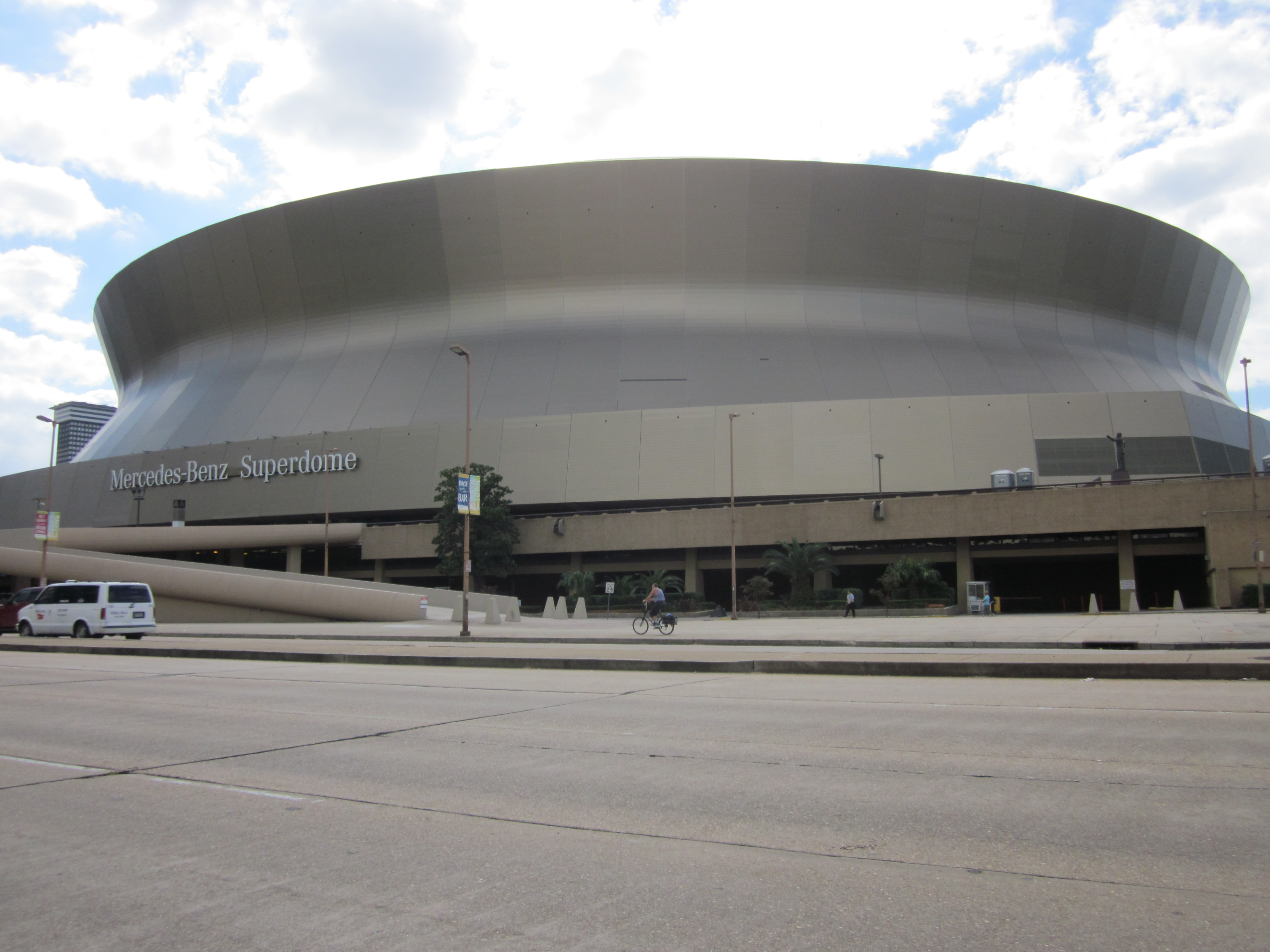
Octubre de 2011